# Spyridon Lambros

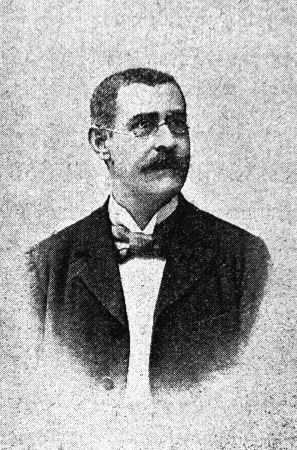
Spyridon Lambros

Spyridon Lambros (Grieks: Σπυρίδων Λάμπρος) (Korfoe, 1851 - Skopelos, 23 juli 1919) was een Grieks professor en eerste minister.

## Levensloop
Geboren in Korfoe, studeerde Spyridon Lambros geschiedenis in Londen, Parijs en Wenen.
In 1890 vervoegde hij de faculteit geschiedenis aan de Universiteit van Athene en gaf hij lessen geschiedenis en klassieke literatuur. In 1893 werd hij provoost van de universiteit en diende dit mandaat van 1893 tot 1894 en van 1912 tot 1913.
Na 1903 startte Lambros een academische beweging die de wetenschappelijke en filosofische ontwikkelingen van de Griekssprekende wereld tijdens de Byzantijnse en Ottomaanse perioden.
In oktober 1916, midden in het Nationale Schisma tussen Eleftherios Venizelos en koning Constantijn I, accepteerde de liberale en dicht bij Venizelos staande Spyridon Lambros om een regering te vormen. De regering legde de eed af op 10 oktober 1916. Hij werd echter verantwoordelijk gehouden voor rellen in Athene en trad daarom op 5 februari 1917 af als eerste minister. Nadat Constantijn I in ballingschap werd gestuurd, legde Lambros zichzelf een ballingschap op in Hydra en Skopelos, waar hij in juli 1919 overleed.

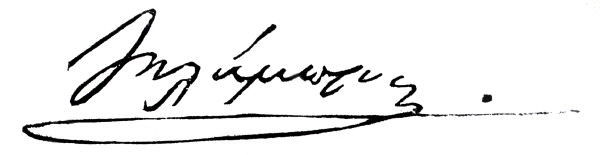

Zijn dochter Lena Tsaldari was in 1956 de eerste vrouwelijke verkozene in het Parlement van Griekenland en was de eerste vrouwelijke minister van Griekenland (met de bevoegdheid Sociale Zaken).
- Bibsys: 1097334
- Biblioteca Nacional de España: XX1256407
- Bibliothèque nationale de France: cb10528843v (data)
- CiNii: DA05418555
- Gemeinsame Normdatei: 116669276
- International Standard Name Identifier: 0000 0001 2127 9918
- Library of Congress Control Number: n82084163
- Nationale bibliotheek van Australië: 35159224
- Nationale Bibliotheek van Israël: 987007264276305171
- Nationale Bibliotheek van Polen: a0000001051067
- Nederlandse Thesaurus van Auteursnamen: 073496642
- Réseau des bibliothèques de Suisse occidentale: 02-A000102232
- Istituto Centrale per il Catalogo Unico: MILV113078
- Système universitaire de documentation: 092089585
- Trove: 846233
- Virtual International Authority File: 36908473
- WorldCat: E39PBJxRCJk8GQf6gTrfgr9MT3